# Motomu Kiyokawa
Motomu Kiyokawa (jap. 清川 元夢 Kiyokawa Motomu; ur. 9 kwietnia 1935, zm. 17 sierpnia 2022) – japoński seiyū i aktor dubbingowy, związany z agencją Tokyo Actor's Consumer's Cooperative Society. Jego znakiem rozpoznawczym był barytonowy głos.
Zmarł w 2022 roku w wieku 87 lat na zapalenie płuc.

## Wybrane role głosowe

### Anime
- 1979: Kidō Senshi Gundam – Tem Ray
- 1990: Fushigi no umi no Nadia – Gargulec
- 1994: Kidō Butōden G Gundam – doktor Mikamura
- 1995: Neon Genesis Evangelion – Kōzō Fuyutsuki
- 1998: Cardcaptor Sakura – Wei Wang
- 2002: Pokémon – Yanagi
- 2006: Hellsing – Walter C. Dollneaz
- 2006: Nodame Cantabile – Charles Auclair

### Tokusatsu
- Kyūkyū Sentai GoGoFive – Zombeast
- Mirai Sentai Timeranger – Sadysta Gōgan
- Tokusō Sentai Dekaranger – Mishiroian Monten